# Hermann Picha
Hermann Picha, född 20 mars 1865 i Charlottenburg (nuvarande Berlin), död 7 januari 1936 i Berlin, var en tysk skådespelare. 
Picha var verksam som filmskådespelare 1914-1935 och medverkade i cirka 265 filmer. 

## Filmografi (urval)
- 1918 – Tiggargrevinnan
- 1920 – Romeo und Julia im Schnee
- 1921 – Der müde Tod
- 1926 – Tartüff
- 1927 – Deutsche Frauen – Deutsche Treue
- 1927 – Bara en danserska